# Сильвестри, Брэндон
Брэндон Сильвестри (англ. Brandon Silvestry, род. 6 сентября 1979, Бруклин, Нью-Йорк) — американский рестлер, более известный под именем Лоу Ки (англ. Low Ki), в настоящее время выступает в Major League Wrestling (MLW).
Известен по своим вступлением под именами Лоу Ки (англ. Low Ki), Сэнси (англ. Senshi) в Total Nonstop Action Wrestling и Кавал в World Wrestling Entertainment. Он бывший мировой чемпион Pro Wrestling Guerrilla и мировой чемпион Ring of Honor. В 2010 году стал победителем второго сезона NXT.

## Титулы и награды
- East Coast Wrestling Association
  - ECWA Tag Team Championship (2 раза) — с Американским Драконом (1) с Хавьером (1)[8]
  - ECWA Super 8 Tournament (|2001)[9]
  - ECWA Hall of Fame (Класс 2007)[10]
- Florida Championship Wrestling
  - Florida Tag Team Championship (1 раз) — с Майклом Макгилликатти[11]
- Future of Wrestling
  - FOW Heavyweight Championship (1 раз)[12]
- Future Wrestling Alliance
  - FWA Heavyweight Championship (1 раз)[13]
- Impact Championship Wrestling
  - ICW Championship (1 раз)[14]
- Independent Wrestling Association Mid-South
  - Ted Petty Invitational (2006)[15]
- International Wrestling Cartel
  - IWC Super Indies Championship (1 раз)[16]
- Jersey All Pro Wrestling
  - JAPW Heavyweight Championship (3 раза)[17]
  - JAPW Light Heavyweight Championship (1 раз)[18]
- Jersey Championship Wrestling
  - JCW Championship (1 раз)[19]
  - JCW Tag Team Championship (1 раз) — с Мафия[20]
- Long Island Wrestling Federation
  - LIWF Light Heavyweight Championship (1 раз)[1]
- Major League Wrestling
  - MLW World Heavyweight Championship (1 раз)
- Millennium Wrestling Federation
  - MWF Heavyweight Championship (1 раз)[21]
- New Japan Pro-Wrestling
  - Чемпион IWGP в полутяжёлом весе (3 раза)[22]
- Pro Wrestling Zero-One
  - NWA International Lightweight Tag Team Championship (1 раз) — с Леонардо Спэнки[23]
  - NWA/UPW/Zero-One International Junior Heavyweight Championship (1 раз)[24]
- Premiere Wrestling Federation
  - PWF Heavyweight Championship (1 раз)[25]
- Pro Wrestling Guerrilla
  - PWG World Championship (1 раз)[26]
  - Battle of Los Angeles (2008)[27]
- Pro Wrestling Illustrated
  - PWI ставит его под № 26 в списке 500 лучших рестлеров в 2003 году[28]
- Pro Wrestling WORLD-1
  - WORLD-1 Openweight Championship (1 раз)[1]
- Ring of Honor
  - ROH World Championship (1 раз)[29]
- Total Nonstop Action Wrestling
  - NWA World Tag Team Championship (3 раза) — с Кристофером Дэниелсом и Эликсом Шкиппером[30]
  - Чемпион икс-дивизиона TNA (5 раз)[30]
  - Feast or Fired (2007) Pink Slip Briefcase
- USA Pro Wrestling
  - UXA Pro Tag Team Championship (1 раз) — с Хавьером[1]
- World Wrestling Entertainment
  - NXT (победитель второго сезона)[31]
- World Xtreme Wrestling
  - WXW Cruiserweight Championship (1 раз)[32]
- Wrestling Observer Newsletter
  - Самый недооценённый реслер (2010)[33]
  - Худший матч года (2006) TNA Reverse Battle Royal on TNA Impact![34]
- Другие титулы
  - ICW (New Jersey) Heavyweight Championship (1 раз)[1]
  - MCW (Illinois) Tag Team Championship (1 раз) — с Эирборном[1]